# Лемберк, Михаил Евгеньевич
Михаил Евгеньевич Лемберк (10 марта 1878, Одесса — ?) — российский медик, прозаик и переводчик. Муж писательницы Раисы Лемберк.
Окончил 4-ю одесскую гимназию и посещал вольнослушателем лекции на естественном отделении Новороссийского университета, окончил медицинский факультет Берлинского университета. Доктор медицины Берлинского университета. Переводчик социал-демократической литературы, сотрудник издательства «Молот» (1904-06). Печатался в «Одесских новостях», Запросах жизни (1909), «Медицинском календаре».

## Избранное (переводы)
- Кюльпе О. Современная философия в Германии (1903)
- Шенланк Б. и Каутский К. Ближайшие цели и задачи социал-демократии (1906)